# Microinjection
Pour les articles homonymes, voir injection.
La microinjection est l'introduction de petites quantités d’un matériel généralement liquide (ADN, ARN, enzymes, agents cytotoxiques) dans un tissu biologique défini ou dans une cellule au moyen d’une aiguille fine et microscopique.
Cette technique est employée dans le domaine du génie génétique, pour incorporer directement dans un organisme du matériel héréditaire préparé à l'extérieur.